# Saint-Menges
Saint-Menges è un comune francese di 1 077 abitanti situato nel dipartimento delle Ardenne nella regione del Grand Est.

## Società

### Evoluzione demografica
Abitanti censiti